# Крокодил (зажим)

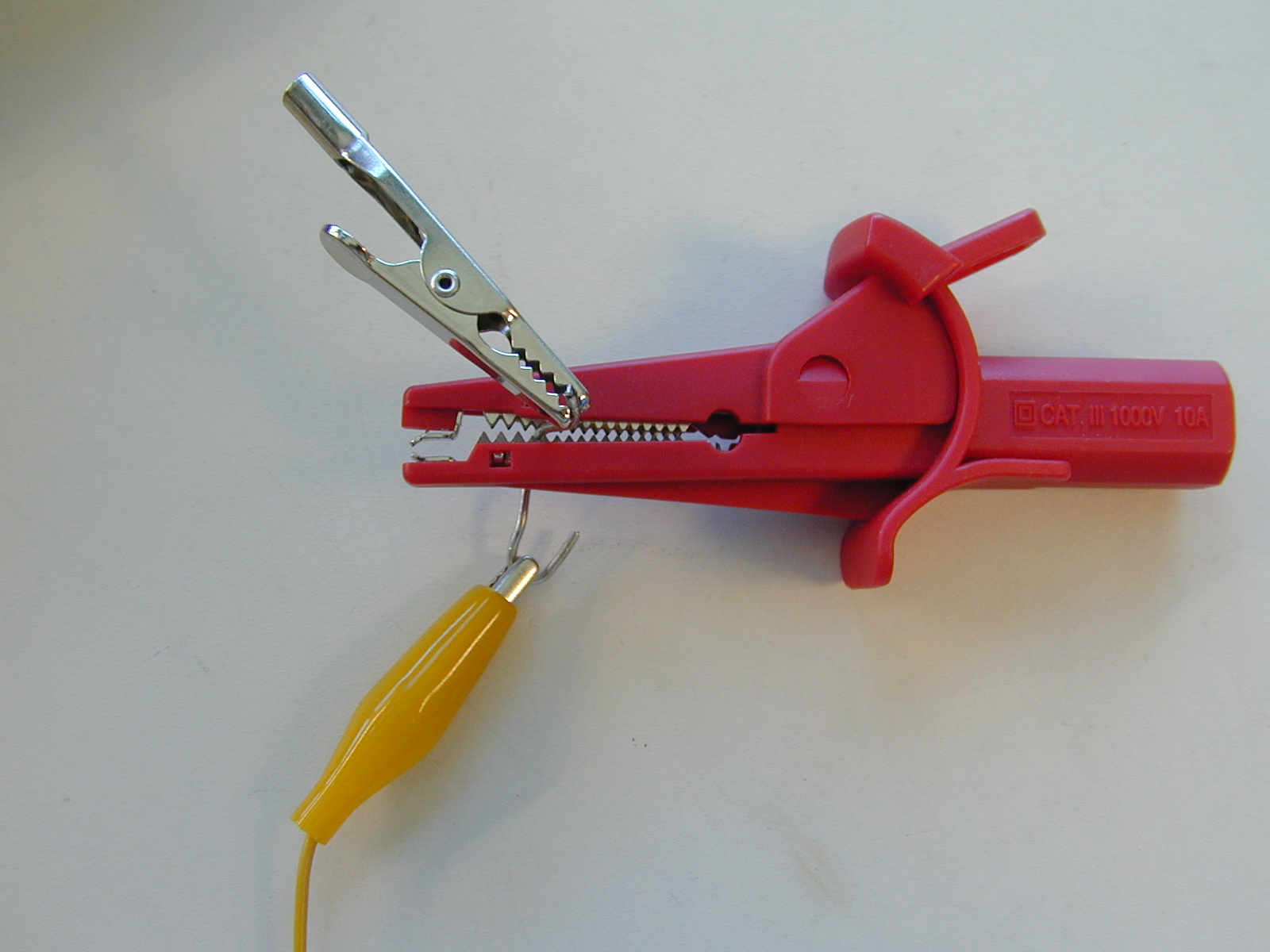
Три крокодила: стандартного размера без изоляции, миниатюрный в жёлтой пластиковой оплётке, большой красный многофункциональный

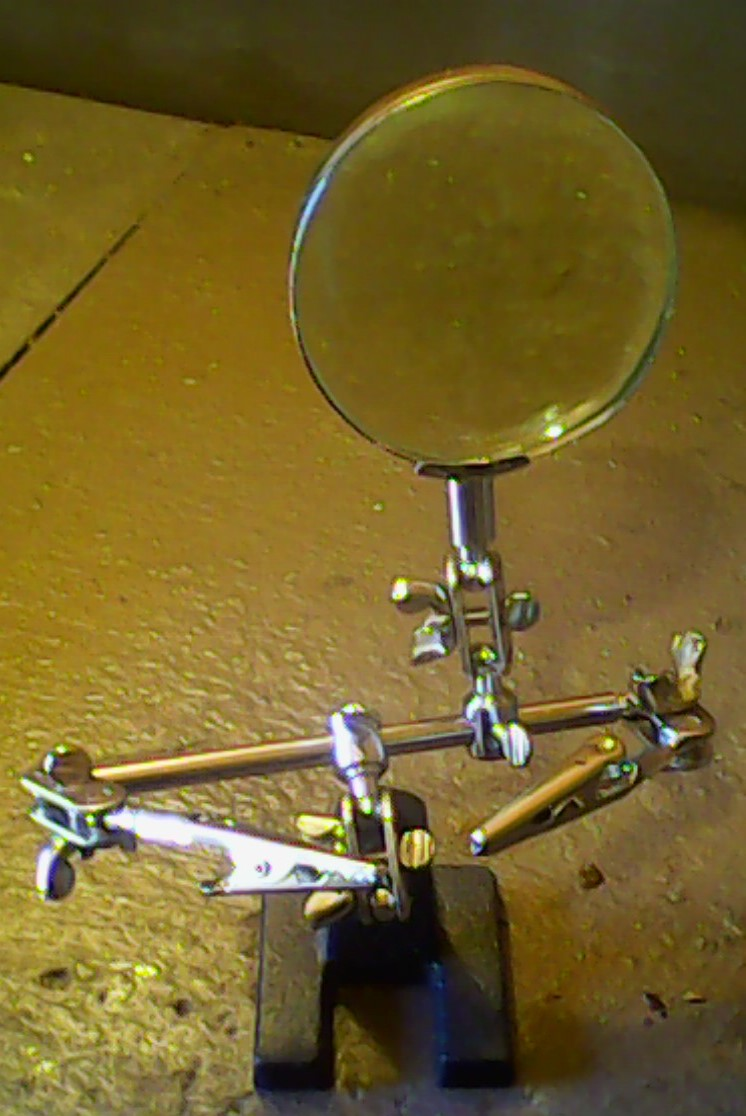
Приспособление «третья рука», призванное облегчить процесс пайки мелких деталей. Имеет лупу и два зажима-крокодила

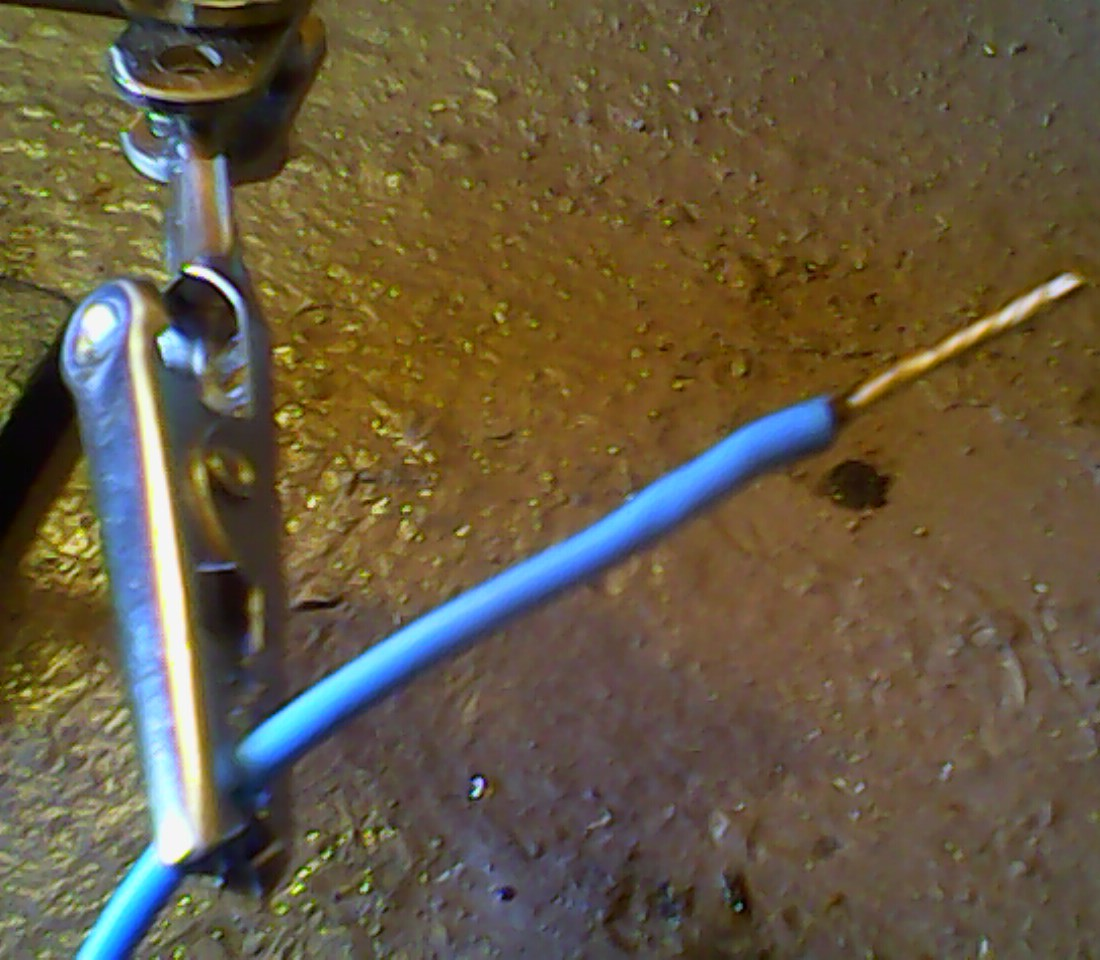
Провод, зафиксированный в «третьей руке» (уже залужен)

Крокодил (крокодильчик) — металлический зажим (прищепка) для фиксации или временного соединения. Получил своё название за схожесть с челюстями крокодила. Обычно изготавливаются штамповкой из листового металла.
Качественные «крокодилы» изготавливаются из хромированной латуни или нержавеющей (немагнитной) стали, дешёвые — из обычной стали.

## Устройство
Зажим типа «крокодил» состоит из:
- двух фигурных деталей, крепящихся серединами и способных поворачиваться на некоторый угол (качаться) вокруг оси соединения. Одна из деталей имеет розетку для присоединения штекера
  - У высокоамперных «крокодилов» вместо штекера делается площадка для припаивания провода; как правило, эта площадка закрывается надвижным (с натягом) диэлектрическим, пластиковым или резиновым цилиндром (трубкой), зачастую с наружным рифлением — этот элемент конструкции обычно выполняет функцию рукоятки для пользователя.
- штифта, соединяющего «верхнюю» и «нижнюю» «челюсти».
- пружины, осуществляющей сжатие «челюстей»
- пластикового покрытия (не всегда), покрывающего ручки зажима во избежание поражения электрическим током.